# Караєва Улькер Майил кизи
Улькер Майил кизи Караєва (азерб. Ülkər Mayıl qızı Qarayeva; 1914, Єлизаветпольський повіт — ?) — радянський азербайджанський бавовняр, Герой Соціалістичної Праці (1950).

## Біографія
Народилася в 1914 році в селі Морул Єлизаветпольського повіту Єлизаветпольської губернії (нині частина міста Шамкір Шамкірського району Азербайджану).
З 1940 року робоча, ланкова виноградарського радгоспу імені Азізбекова Шамхорського району. У 1949 році отримала урожай винограду 190,8 центнерів з гектара на площі 3,8 га. Вирощувала в основному філоксеростійкі саджанці для постачання радгоспів і колгоспів Азербайджану, плодоносні виноградні насадження сортів Баян-Шірей і Рхацителі. Ланка Караєвої, обробляючи винограданики, отримувала не менше 130% планового збору, проводила заходи по догляду за насадженнями на високому агротехнічному рівні — своєчасно обприскуючи і запилюючи кущі проти хвороб і шкідників лози, вносили мінеральну підгодівлю, органічні добрива, своєчасно поливали виноградники.
Указом Президії Верховної Ради СРСР від 4 вересня 1950 року за одержання високих урожаїв винограду на поливних виноградниках в 1949 році Караєвій Улькер Майил кизи присвоєно звання Героя Соціалістичної Праці з врученням ордена Леніна і золотої медалі «Серп і Молот».
З 1957 року пенсіонер союзного значення.